# Hydroptila constricta
Hydroptila constricta is een schietmot uit de familie Hydroptilidae. De soort komt voor in het Neotropisch gebied.